# Architectonica perspectiva
Espèce
Architectonica perspectiva est une espèce de mollusques appartenant à la famille des Architectonicidae, parfois appelée « cadran solaire ».

## Description et caractéristiques
Comme toutes les espèces de la famille des Architectonicidae, la coquille est en forme de cône très aplatie, ronde, et porte sur la face inférieure un ombilic creux très caractéristique. 
Cette espèce mesure entre 2,5 et 5 cm de diamètre, pour un maximum de 8 cm. Elle se distingue des autres espèces de son genre par sa spire peu élevée, les stries axiales obliques et rides plates qui en ornent la face supérieure, ainsi que les quatre motifs spiralés concentriques qui les colorent, les cinq motifs spiraux sur la face inférieure, et la bordure crénelée de l'ombilic. 

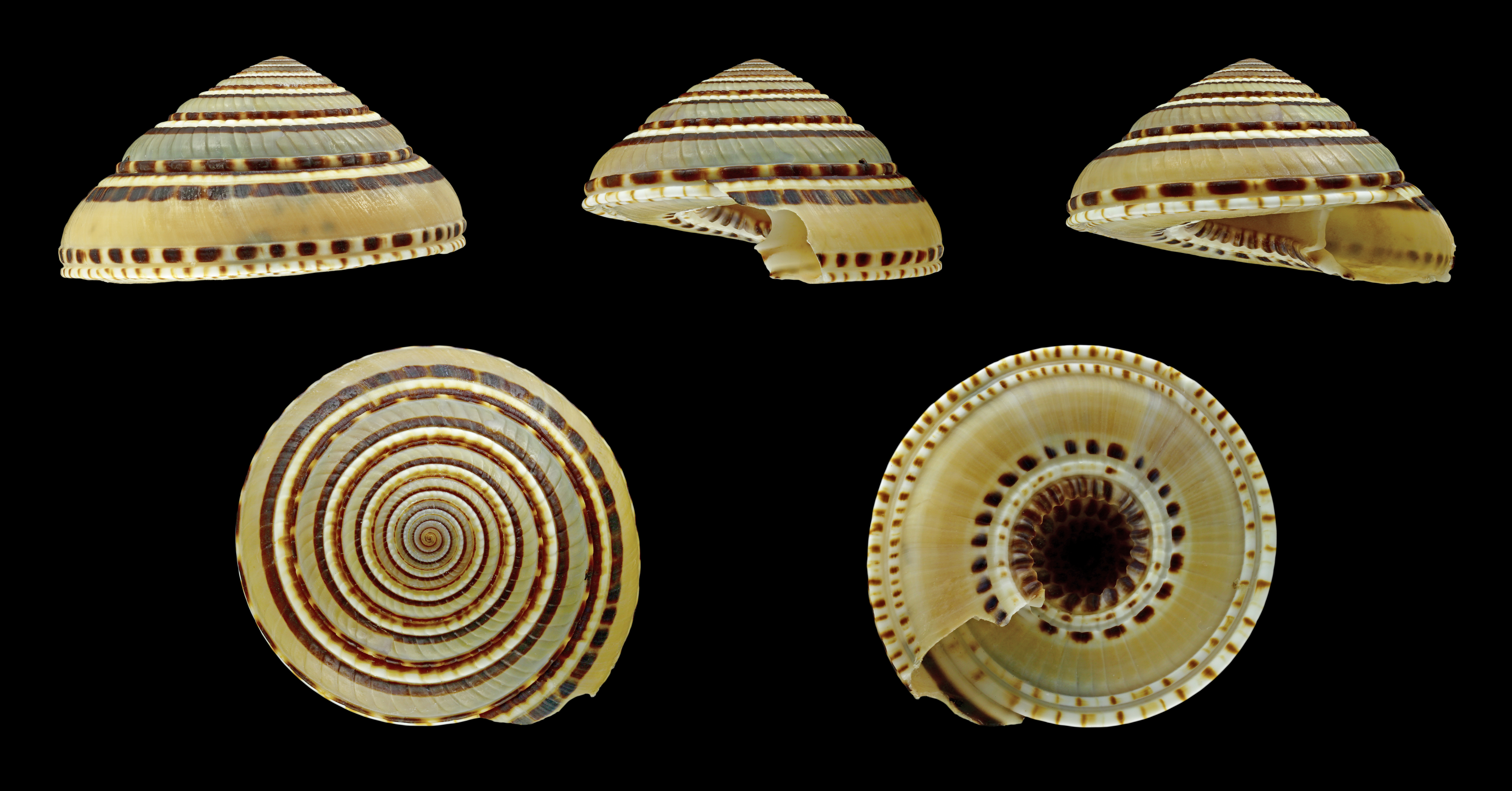
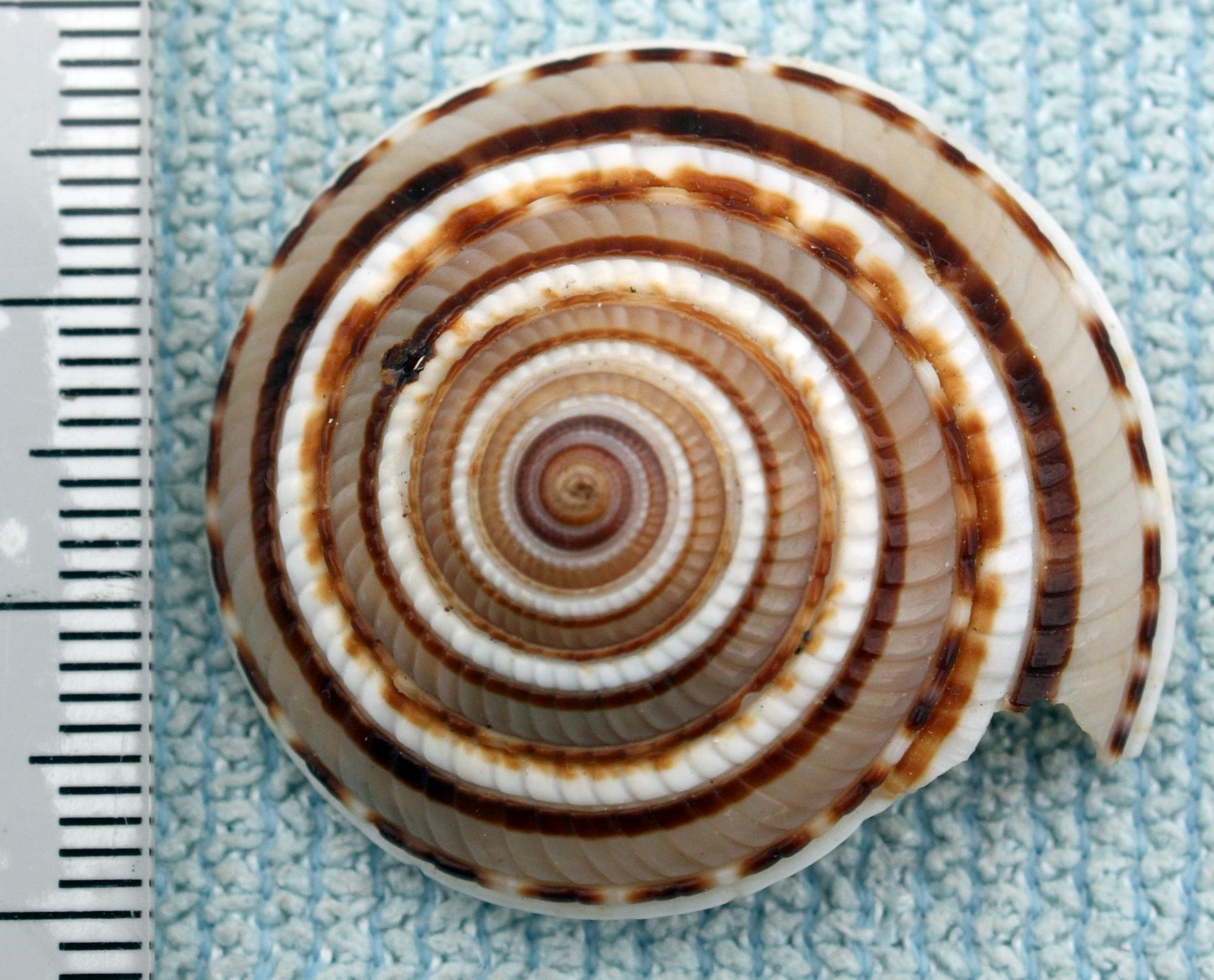
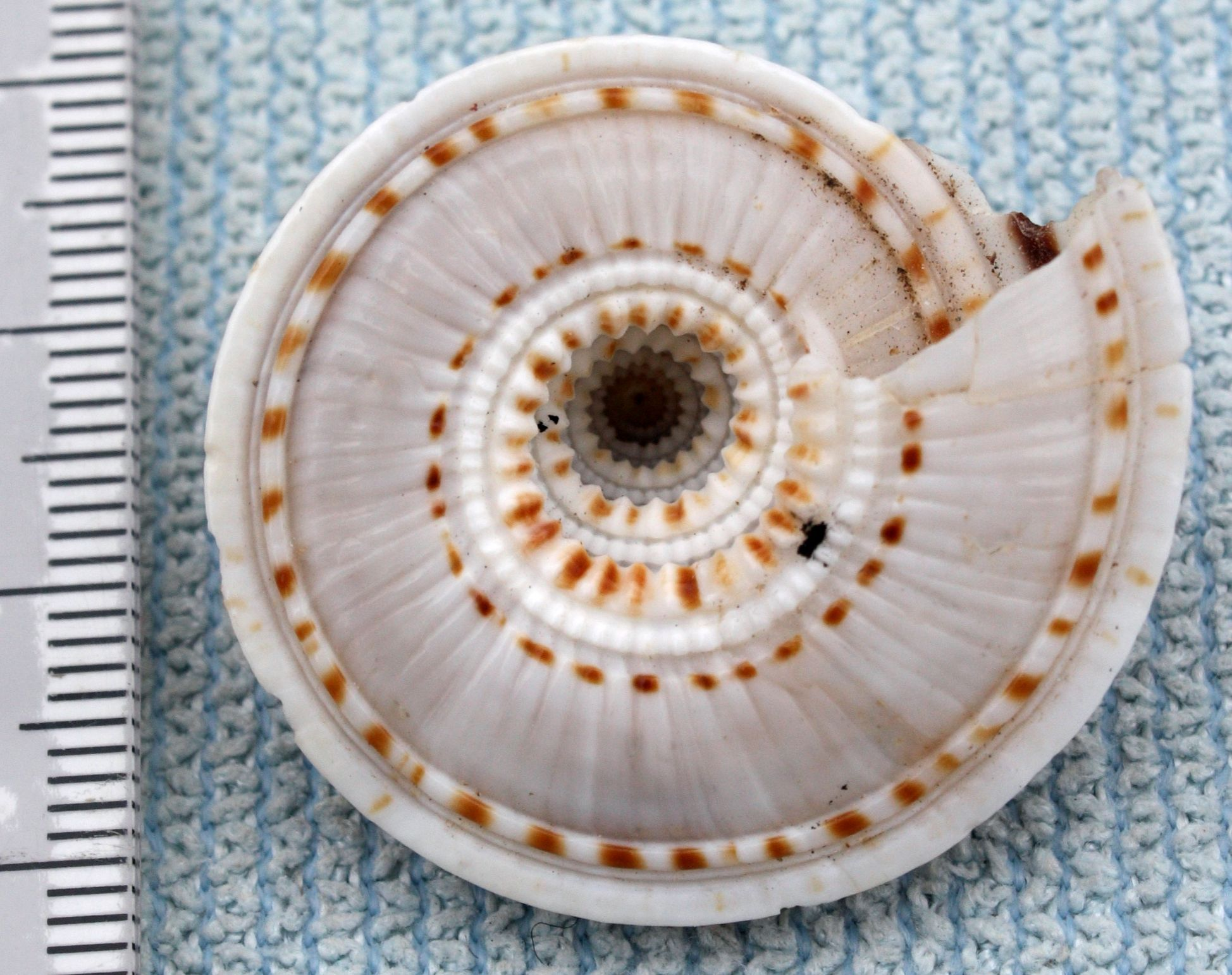
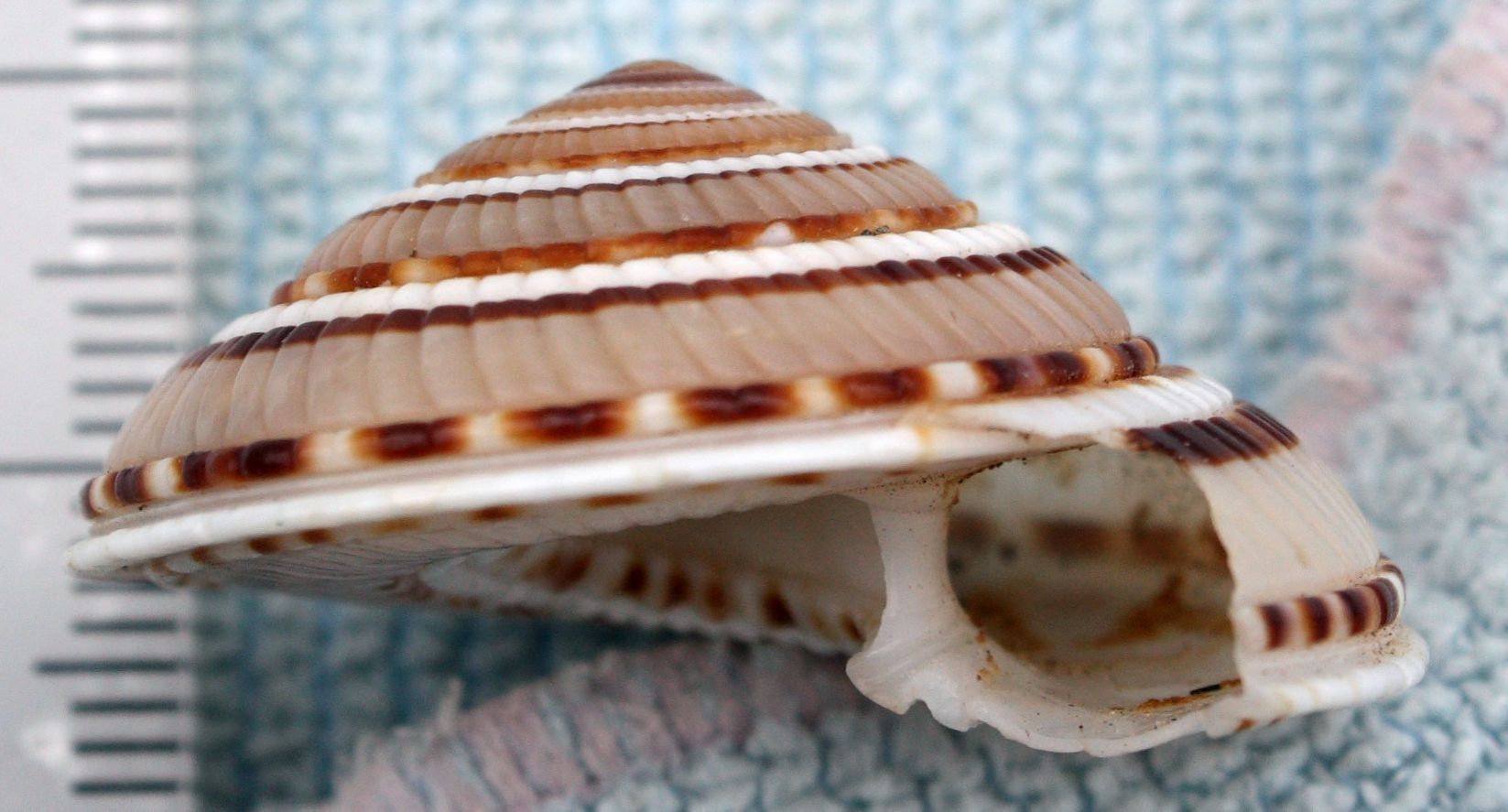

## Habitat et répartition

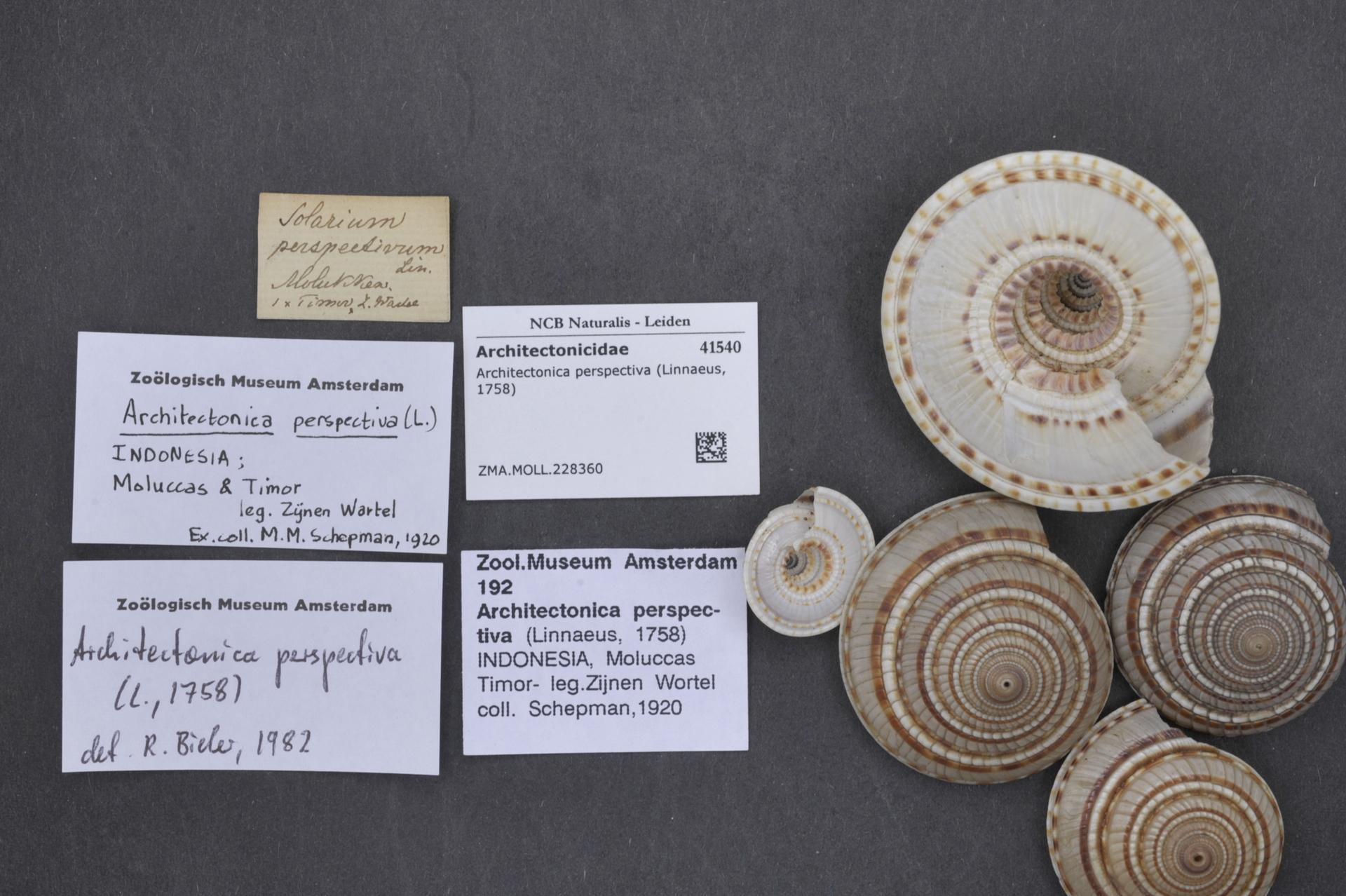

On trouve cette espèce tropicale dans les océans Indien et Pacifique, de l'Afrique de l'est à Hawaii. Il fréquente les fonds meubles plutôt sableux ou vaseux, mais aussi les récifs de corail, entre la surface et 65 m de profondeur (parfois jusqu'à 120 m).